# Das Kommen göttlicher Gerechtigkeit
Das Buch Das Kommen göttlicher Gerechtigkeit wurde von Shoghi Effendi, dem Hüter der Bahai-Religion, verfasst. Die englische Originalausgabe wurde 1939 veröffentlicht.

## Hintergrund
Shoghi Effendi schrieb einen sehr umfangreichen Brief an die Bahai der Vereinigten Staaten und Kanada. Dieser Brief, datiert vom 25. Dezember 1938, wurde im darauffolgenden Jahr als Buch mit dem Titel „The advent of divine justice“ publiziert. Die deutsche Übersetzung wurde 1969 veröffentlicht und umfasst 151 Seiten.

## Inhalt
In dem Brief fordert Shoghi Effendi die nordamerikanischen Bahai auf sich zu erheben, um die Weltordnung Baha’u’llahs zu errichten. Shoghi Effendi beschreibt die Möglichkeiten der Bahai und ihre Verantwortung, ihre Mission und ihre auszuführenden Aufgaben und stellt die notwendigen geistigen Voraussetzungen für den Erfolg dar: eine hohe Auffassung moralischer Rechtschaffenheit in ihrer sozialen und administrativen Tätigkeit, unbedingte Keuschheit im Leben jedes einzelnen und völlige Freiheit von Vorurteilen in ihrem Umgang mit Menschen verschiedener „Rassen“, Klassen, Glaubensrichtungen oder Hautfarbe. Er ruft die Bahai auf, die sich in fremden Ländern ihren Lebensunterhalt verdienen können, sich dort niederzulassen, um ihren Glauben zu verbreiten. Die Ziele des Siebenjahresplanes (1937–1944) sollen erreicht werden. Shoghi Effendi zitiert Textstellen von Baha’u’llah über die vor ihnen liegenden Prüfungen der Gemeinde. Obwohl das Werk kurz vor dem Beginn des Zweiten Weltkrieges verfasst wurde, skizziert Shoghi Effendi darin, wie zukünftig die amerikanische Nation bei der Schaffung des Weltfriedens helfen kann.